# Poker Face (TV-serie)
Poker Face är en amerikansk komedi- och dramaserie från 2023 skapad av Rian Johnson. Första säsongen bestod av 10 avsnitt och hade premiär den 26 januari 2023. Andra säsongen hade premiär 8 maj 2025.
Serien, som mött god kritik, har uppmärksammats för de många namnkunniga skådespelarna som medverkar i gästroller.

## Handling
Serien kretsar kring Charlie Cale (Natasha Lyonne) som har en förmåga att upptäcka när någon ljuger. Var helst hon stannar på sin road trip i sin Plymouth Barracuda stöter hon på nya personer och märkliga brott som hon måste lösa.

## Rollista i urval
- Natasha Lyonne – Charlie Cale
- Benjamin Bratt – Cliff LeGrand
- Simon Helberg – Luca Clark
- Rhea Perlman – Beatrix Hasp

### Gästroller

#### Säsong 1
- Adrien Brody – Sterling Frost Jr.
- Dascha Polanco – Natalie Hill
- Noah Segan – Sheriff Parker
- Ron Perlman – Sterling Frost Sr.
- Hong Chau – Marge
- Megan Suri – Sara
- Colton Ryan – Jed
- John Ratzenberger – Abe
- Lil Rel Howery – Taffy Boyle
- Danielle Macdonald – Mandy Boyle
- Shane Paul McGhie – Austin / Hanky T. Pickins
- Chloë Sevigny – Ruby Ruin
- Judith Light – Irene Smothers
- S. Epatha Merkerson – Joyce Harris
- Ellen Barkin – Kathleen Townsend
- Tim Meadows – Michael Graves
- Jameela Jamil – Ava
- Tim Blake Nelson – Keith Owens
- Luis Guzmán – Raoul
- Rowan Blanchard – Lily Albern
- Tim Russ – Max
- Joseph Gordon-Levitt – Trey Nelson
- David Castañeda – Jimmy Silva
- Stephanie Hsu – Mortimer "Morty" Bernstein
- Clea DuVall – Emily Cale

#### Säsong 2
- Cynthia Erivo – Amber Kazinsky / Delia Kazinsky / Cece Kazinsky / Bebe Kazinsky / Felicity Price, the Kazinsky sisters
- Jin Ha – Paul Fletcher
- Jasmine Guy – Norma Kazinsky
- Giancarlo Esposito – Fred Finch,
- Kevin Corrigan – Tommy Sullivan
- Katie Holmes – Greta Finch
- John Mulaney – Danny Clyde-Otis
- Richard Kind – Jeffrey Hasp
- Chris Bauer – Hooper
- Gaby Hoffmann – Fran Lamont
- Kumail Nanjiani – Gator Joe
- Steve Buscemi (röst) – Good Buddy
- John Sayles – Chief Hal
- Corey Hawkins
- Sam Richardson
- Patti Harrison
- Taylor Schilling
- David Alan Grier
- Jason Ritter
- Awkwafina
- Justin Theroux
- Haley Joel Osment
- Alia Shawkat
- John Cho
- James Ransone
- Ego Nwodim – Gilda Deacon
- B.J. Novak – Hiram Lubinski
- Lauren Tom
- Lili Taylor
- Natasha Leggero
- Geraldine Viswanathan
- Adrienne C. Moore
- Ben Marshall
- Carol Kane – Lucille
- Method Man
- David Krumholtz
- GaTa
- Kathrine Narducci
- Margo Martindale
- Melanie Lynskey
- Sherry Cola
- Simon Rex – "Rocket" Russ Waddell